# Youstin Salas
Youstin Delfin Salas Gómez (Guápiles, 17 giugno 1996) è un calciatore costaricano, centrocampista del Saprissa e della nazionale costaricana.

## Caratteristiche tecniche
Mediano, può essere impiegato anche nel ruolo di esterno di centrocampo.

## Carriera

### Club
Cresciuto nelle file del Santos de Guápiles, ha debuttato in prima squadra nel 2013. Dopo cinque anni nel club biancorosso, nel 2018 è passato all'Herediano. Nell'estate 2019 è passato in prestito all'Univ. de Costa Rica. Nel gennaio 2020 è passato al Municipal Grecia. Nel 2022 è passato al Saprissa. Il 29 gennaio 2024 si è trasferito in prestito semestrale al Wellington Phoenix, club australiano. Al termine della stagione è rientrato al Saprissa.

### Nazionale
Ha debuttato in nazionale il 12 novembre 2021, in Canada-Costa Rica (1-0). Ha partecipato, con la nazionale costaricana, ai Mondiali 2022.

## Statistiche

### Presenze e reti nei club
Statistiche aggiornate al 19 agosto 2024.
| Stagione                  | Squadra                   | Campionato                | Campionato | Campionato | Coppe nazionali | Coppe nazionali | Coppe nazionali | Coppe continentali | Coppe continentali | Coppe continentali | Altre coppe | Altre coppe | Altre coppe | Totale | Totale | Totale |
| Stagione                  | Squadra                   | Comp                      | Pres       | Reti       | Comp            | Pres            | Reti            | Comp               | Pres               | Reti               | Comp        | Pres        | Reti        | Pres   | Reti   |        |
| ------------------------- | ------------------------- | ------------------------- | ---------- | ---------- | --------------- | --------------- | --------------- | ------------------ | ------------------ | ------------------ | ----------- | ----------- | ----------- | ------ | ------ | ------ |
| 2013-2014                 | Santos de Guápiles        | PD                        | 1          | 0          | -               | -               | -               | -                  | -                  | -                  | -           | -           | -           | 1      | 0      |        |
| 2014-2015                 | Santos de Guápiles        | PD                        | 1          | 0          | -               | -               | -               | -                  | -                  | -                  | -           | -           | -           | 1      | 0      |        |
| 2015-2016                 | Santos de Guápiles        | PD                        | 13         | 0          | -               | -               | -               | -                  | -                  | -                  | -           | -           | -           | 13     | 0      |        |
| 2016-2017                 | Santos de Guápiles        | PD                        | 6+2        | 0+0        | -               | -               | -               | -                  | -                  | -                  | -           | -           | -           | 8      | 0      |        |
| 2017-2018                 | Santos de Guápiles        | PD                        | 14+4       | 2+0        | -               | -               | -               | CL                 | 6                  | 1                  | -           | -           | -           | 24     | 3      |        |
| Totale Santos de Guápiles | Totale Santos de Guápiles | Totale Santos de Guápiles | 41         | 2          |                 | -               | -               |                    | 6                  | 1                  |             | -           | -           | 47     | 3      |        |
| 2018-2019                 | Herediano                 | PD                        | 6          | 0          | -               | -               | -               | CL                 | 1                  | 0                  | -           | -           | -           | 7      | 0      |        |
| giu.-dic. 2019            | Univ. de Costa Rica       | PD                        | 11         | 0          | -               | -               | -               | -                  | -                  | -                  | -           | -           | -           | 11     | 0      |        |
| gen.-giu. 2020            | Municipal Grecia          | PD                        | 16         | 1          | -               | -               | -               | -                  | -                  | -                  | -           | -           | -           | 16     | 1      |        |
| 2020-2021                 | Municipal Grecia          | PD                        | 32+2       | 1+0        | -               | -               | -               | -                  | -                  | -                  | -           | -           | -           | 16     | 1      |        |
| 2021-2022                 | Municipal Grecia          | PD                        | 38         | 5          | -               | -               | -               | -                  | -                  | -                  | -           | -           | -           | 16     | 1      |        |
| Totale Municipal Grecia   | Totale Municipal Grecia   | Totale Municipal Grecia   | 88         | 7          |                 | -               | -               |                    | -                  | -                  |             | -           | -           | 88     | 7      |        |
| 2022-2023                 | Saprissa                  | PD                        | 34+11      | 0+0        | CCR             | 0               | 0               | -                  | -                  | -                  | -           | -           | -           | 45     | 0      |        |
| 2023-gen. 2024            | Saprissa                  | PD                        | 18+4       | 1+0        | CCR             | 1               | 0               | CCAC               | 6                  | 0                  | SCCR+CDCCR  | 1+1         | 0+0         | 31     | 1      |        |
| Totale Saprissa           | Totale Saprissa           | Totale Saprissa           | 67         | 1          |                 | 1               | 0               |                    | 6                  | 0                  |             | 2           | 0           | 76     | 1      |        |
| gen.-giu. 2024            | Wellington Phoenix        | A                         | 10+2       | 0+0        | AC              | 0               | 0               | -                  | -                  | -                  | -           | -           | -           | 12     | 0      |        |
| 2024-                     | Saprissa                  | PD                        | 6          | 0          | CCR             | 0               | 0               | CCAC               | 2                  | 0                  | SCCR+CDCCR  | 0+1         | 0+0         | 9      | 0      |        |
| Totale carriera           | Totale carriera           | Totale carriera           | 231        | 10         |                 | 1               | 0               |                    | 15                 | 1                  |             | 3           | 0           | 250    | 11     |        |

### Cronologia presenze e reti in nazionale
| Cronologia completa delle presenze e delle reti in nazionale ― Costa Rica | Cronologia completa delle presenze e delle reti in nazionale ― Costa Rica | Cronologia completa delle presenze e delle reti in nazionale ― Costa Rica | Cronologia completa delle presenze e delle reti in nazionale ― Costa Rica | Cronologia completa delle presenze e delle reti in nazionale ― Costa Rica | Cronologia completa delle presenze e delle reti in nazionale ― Costa Rica | Cronologia completa delle presenze e delle reti in nazionale ― Costa Rica | Cronologia completa delle presenze e delle reti in nazionale ― Costa Rica |
| Data                                                                      | Città                                                                     | In casa                                                                   | Risultato                                                                 | Ospiti                                                                    | Competizione                                                              | Reti                                                                      | Note                                                                      |
| ------------------------------------------------------------------------- | ------------------------------------------------------------------------- | ------------------------------------------------------------------------- | ------------------------------------------------------------------------- | ------------------------------------------------------------------------- | ------------------------------------------------------------------------- | ------------------------------------------------------------------------- | ------------------------------------------------------------------------- |
| 12-11-2021                                                                | Edmonton                                                                  | Canada                                                                    | 1 – 0                                                                     | Costa Rica                                                                | Qual. Mondiali 2022                                                       | -                                                                         | 64’                                                                       |
| 30-1-2022                                                                 | Città del Messico                                                         | Messico                                                                   | 0 – 0                                                                     | Costa Rica                                                                | Qual. Mondiali 2022                                                       | -                                                                         |                                                                           |
| 22-2-2022                                                                 | Kingston                                                                  | Giamaica                                                                  | 0 – 1                                                                     | Costa Rica                                                                | Qual. Mondiali 2022                                                       | -                                                                         | 75’                                                                       |
| 10-11-2022                                                                | San José                                                                  | Costa Rica                                                                | 2 – 0                                                                     | Nigeria                                                                   | Amichevole                                                                | -                                                                         | 77’                                                                       |
| 27-11-2022                                                                | Al Rayyan                                                                 | Giappone                                                                  | 0 – 1                                                                     | Costa Rica                                                                | Mondiali 2022 - 1º turno                                                  | -                                                                         | 89’                                                                       |
| 1-12-2022                                                                 | Al Khor                                                                   | Costa Rica                                                                | 2 – 4                                                                     | Germania                                                                  | Mondiali 2022 - 1º turno                                                  | -                                                                         | 46’                                                                       |
| 8-9-2023                                                                  | Newcastle upon Tyne                                                       | Arabia Saudita                                                            | 1 – 3                                                                     | Costa Rica                                                                | Amichevole                                                                | -                                                                         | 46’                                                                       |
| Totale                                                                    |                                                                           | Presenze                                                                  | 7                                                                         |                                                                           | Reti                                                                      | 0                                                                         |                                                                           |

## Palmarès

### Club

#### Competizioni nazionali
- Campionato costaricano di calcio: 4

Herediano: Apertura 2018
Saprissa: Apertura 2022, Verano 2023, Apertura 2023
- Supercoppa della Costa Rica: 1

Saprissa: 2023
- Coppa delle Coppe della Costa Rica: 1

Saprissa: 2023

#### Competizioni internazionali
- CONCACAF League: 1

Herediano: 2018